# Cuentos de los tres hemisferios
Cuentos de los tres hemisferios (título original en inglés: Tales of Three Hemispheres) es una colección de cuentos de fantasía de Lord Dunsany. La primera edición fue publicada en Boston (Estados Unidos) por John W. Luce & Co. en noviembre de 1919; La primera edición británica fue publicada en Londres por T. Fisher Unwin en junio de 1920.
El libro recopila 14 cuentos; los últimos tres, bajo el título general "Más allá de los campos que conocemos", son cuentos relacionados, como se explica en la nota del editor que precede al primero, "Días de ocio en el Yann", que se publicó anteriormente en la colección anterior del autor, Cuentos de un soñador, pero reimpreso en el actual debido a la relación con los otros dos.

## Contenido
- El último sueño de Bwuona Khubla (The Last Dream of Bwona Khubla)
- El cartero de Otford (How the Office of Postman Fell Vacant in Otford-under-the-Wold)
- La oración de Boob Aheera (The Prayer of Boob Aheera)
- Oriente y Occidente (East and West)
- Una hermosa batalla (A Pretty Quarrel)
- De cómo los dioses vengaron a Meoul Ki Ning (How the Gods Avenged Meoul Ki Ning)
- El regalo de los dioses (The Gift of the Gods)
- Un saco de esmeraldas (The Sack of Emeralds)
- El viejo tapado marrón (The Old Brown Coat)
- Un archivo de viejos misterios (An Archive of the Older Mysteries)
- Una ciudad de asombro (A City of Wonder)
- Más allá de los campos que conocemos (Beyond the Fields We Know), que incluye:
  - Días de ocio en el Yann (Idle Days on the Yann)
  - La tienda de Go-By Street (A Shop in Go-By Street)
  - El vengador de Perdondaris (The Avenger of Perdóndaris)